# Jacques Babinet
Jacques Babinet (5 de marzo de 1794, Lusignan, Vienne, Francia - 21 de octubre de 1872, París, Francia), matemático, físico, y astrónomo francés.

## Biografía
Comenzó sus estudios en Poitiers antes de instalarse en París en 1811. En 1812, entró en la Escuela politécnica. Y al año siguiente, fue admitido en la École d'application de l'artillerie et du génie de Metz. Después de desempeñarse como oficial de artillería en 1814, abandonó la carrera de armas en 1815.
Se desempeñó como profesor de matemática en Fontenay-le-Comte en 1816, y al año siguiente obtuvo su bachillerato en ciencias, pasando a ser profesor de física en Poitiers. En 1820, pasó a cumplir funciones también como profesor de física en el Liceo Saint-Louis de París, casándose ese mismo año con Adélaïde Laugier, unión de la cual nacieron dos hijos, Charles y Léon.
En 1822 publicó con André-Marie Ampère (1775-1836) un documento titulado Exposé des nouvelles découvertes sur l’électricité et le magnétisme.
En 1828, sucedió a Augustin Fresnel (1788-1827) en la Société philomathique de Paris.
En 1831, pasó a ser examinador en la École polytechnique, primero en física, y luego en geometría descriptiva. Entonces fue ordenado Caballero de la Legión de Honor, y en ese mismo año, suplantó al propio Ampère en el Collège de France, y más tarde en La Sorbona.
En 1840, fue admitido como miembro de la Academia francesa de Ciencias. Y al año siguiente, fue bibliotecario en el Bureau des longitudes.
En 1854, se desempeñó como astrónomo adjunto en el Observatorio de París.
En 1864, se involucró como miembro de la Société d’encouragement pour la locomotion aérienne au moyen d’appareils plus lourds que l’air.
Entre 1824 y 1841 publicó sus Annales de physique et de chimie, así como los Comptes rendus de l'Académie des sciences entre 1837 y 1865.
Trabajó muy especialmente en meteorología e inventó una máquina neumática muy reputada en su tiempo por su eficacia.
Babinet fue un divulgador científico muy activo, publicando numerosos artículos en el Journal des débats y en La Revue des Deux Mondes, además de pronunciar muy interesantes conferencias, en el Ateneo de París y en otros lugares, sobre los avances técnicos y científicos de esos años.
Su trabajo inspiró una serie de caricaturas realizadas por Honoré Daumier.

## Principio de babinet

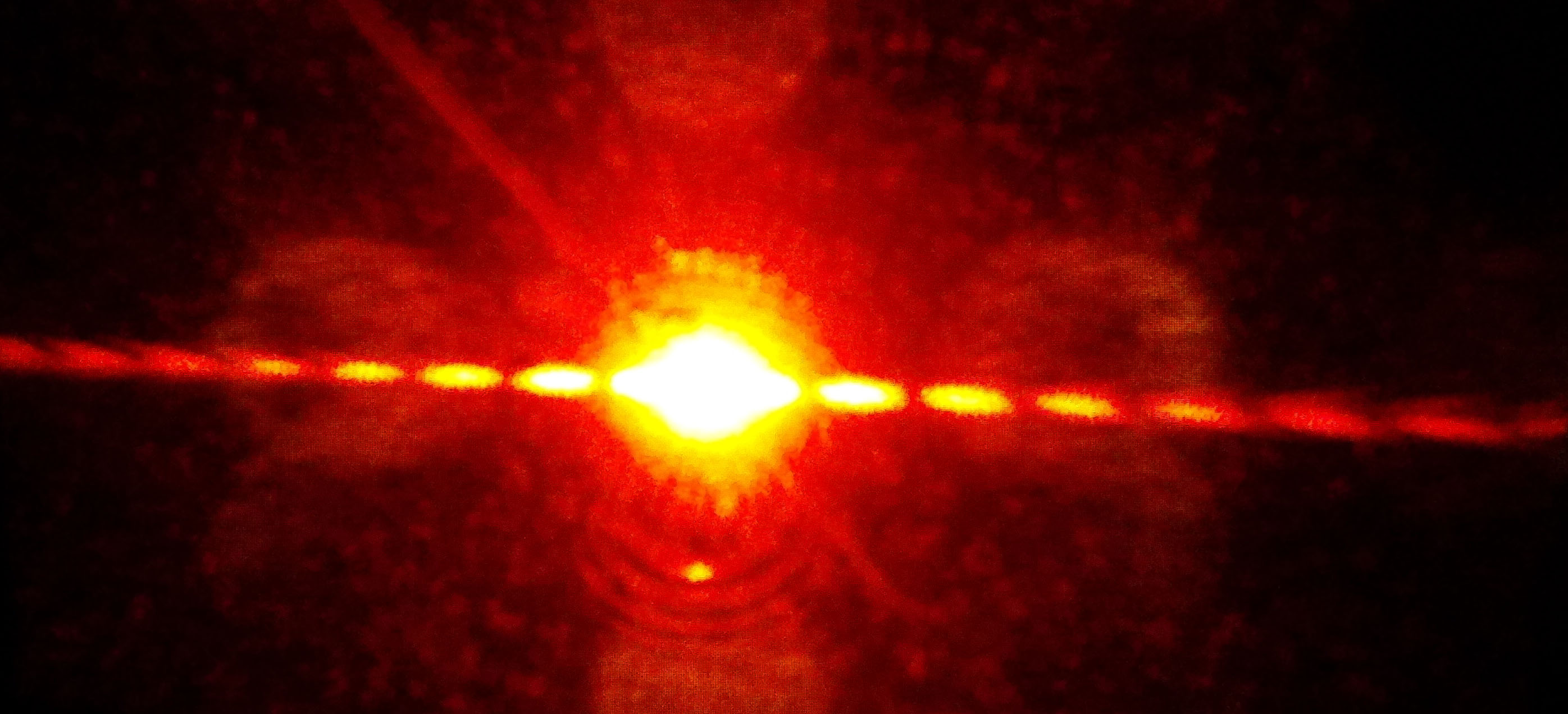
Difracción de un cabello.

Este principio establece que una abertura y un obstáculo, de la misma forma geométrica y las mismas dimensiones e igualmente iluminados, producen el mismo patrón de difracción.
Una explicación actual del Principio de Babinet se basa en el principio más general de superposición, aplicable a las ondas electromagnéticas en general y a las ópticas en particular. Este principio general determina que la superposición de las ondas difractadas por una abertura de forma arbitraria en una pantalla opaca y las difractadas por la pantalla complementaria, con una única obstrucción de la misma forma que la abertura precedente, ha de dar lugar al patrón de difracción correspondiente a una abertura ilimitada, sin obstrucciones. Como este patrón de difracción es nulo, salvo para la dirección de incidencia de la iluminación, se concluye que, fuera de la dirección de incidencia, los patrones de difracción de una abertura y su complementaria han de ser coincidentes.

## Publicaciones

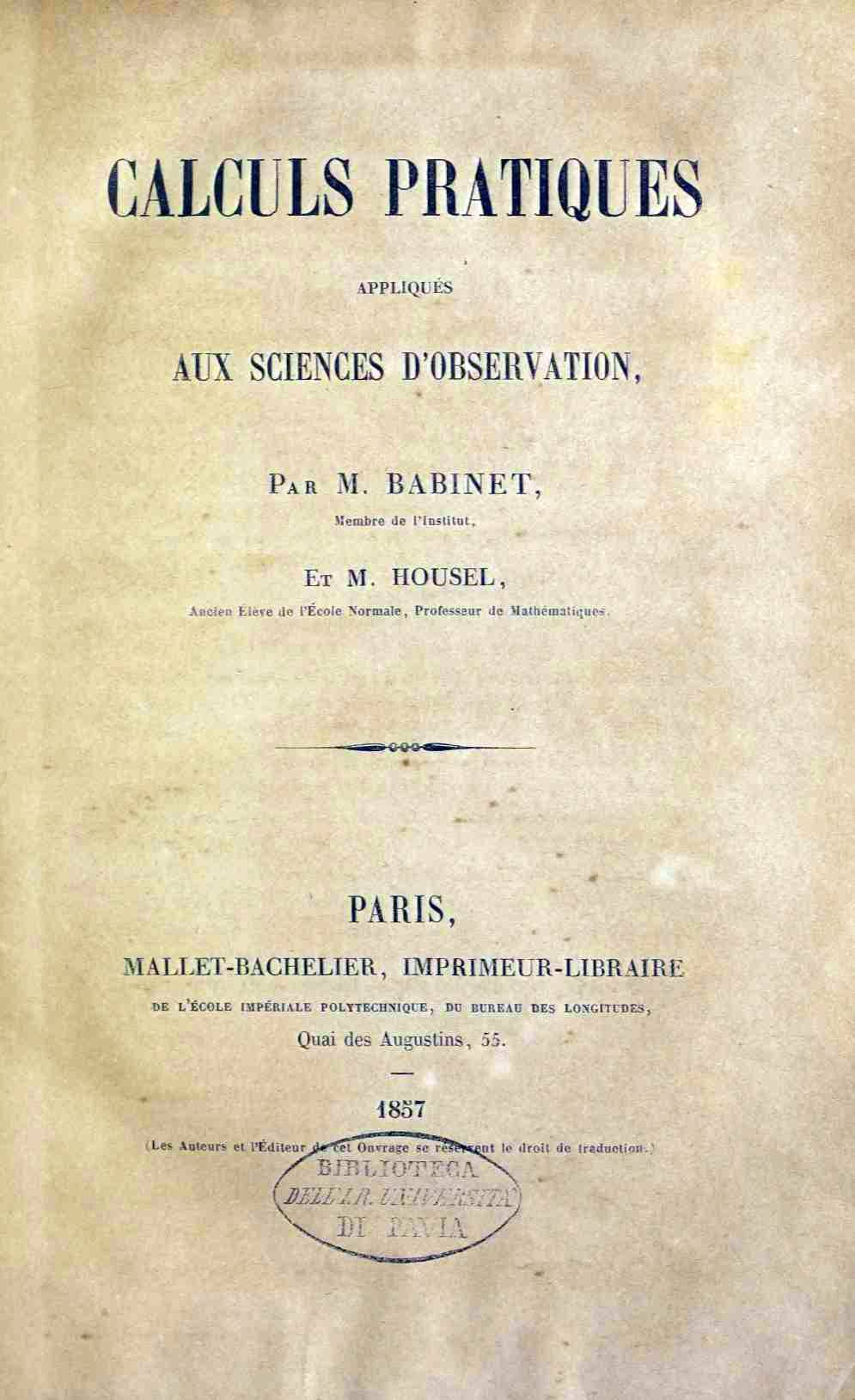
Calculs pratiques appliqués aux sciences d'observation, 1857

- Études et lectures sur les sciences d'observation et leurs applications pratiques (en francés) 2. Paris: Mallet-Bachelier. 1856.
  - Études et lectures sur les sciences d'observation et leurs applications pratiques (en francés) 3. Paris: Mallet-Bachelier. 1857.
  - Études et lectures sur les sciences d'observation et leurs applications pratiques (en francés) 5. Paris: Mallet-Bachelier. 1858.
  - Études et lectures sur les sciences d'observation et leurs applications pratiques (en francés) 6. Paris: Mallet-Bachelier. 1860.
  - Études et lectures sur les sciences d'observation et leurs applications pratiques (en francés) 7. Paris: Mallet-Bachelier. 1863.
  - Études et lectures sur les sciences d'observation et leurs applications pratiques (en francés) 8. Paris: Mallet-Bachelier. 1868.
- Calculs pratiques appliqués aux sciences d'observation (en francés). Paris: Mallet-Bachelier. 1857.
- jacques Babinet. 1871. The diamond and other precious stones. Tradujo John Stearns. Editor Smithsonian institution, 363 pp.